# Buteo lineatus
Buteo lineatus là một loài chim trong họ Accipitridae.
Phạm vi sinh sản của loài chim này trải dài phía đông Bắc Mỹ và dọc theo bờ biển California và phía bắc đến đông bắc trung bộ Mexico. Đây là một cư dân thường trú trên hầu hết phạm vi của nó, mặc dù các loài chim phía bắc di cư, chủ yếu là đến miền trung Mexico. Mối đe dọa bảo tồn chính đối với loài này là nạn phá rừng.
Chim mái hơi lớn hơn với chiều dài 47 đến 61 cm (19 đến 24 in) và cân nặng trung bìnhf 700 g (1,5 lb). Sải cánh dài từ 90 đến 127 cm (35 đến 50 in). Chim trưởng thành có thể cân nặng từ 460 đến 930 g (1,01 đến 2,05 lb). Xương cánh dài 28–35 cm (11–14 in), đuôi dài 16–24 cm (6,3–9,4 in) và xương cổ chân dài 7,5–9 cm. Con trưởng thành có đầu màu nâu, ngực màu đỏ và bụng nhạt với các vạch màu đỏ.

## Hình ảnh

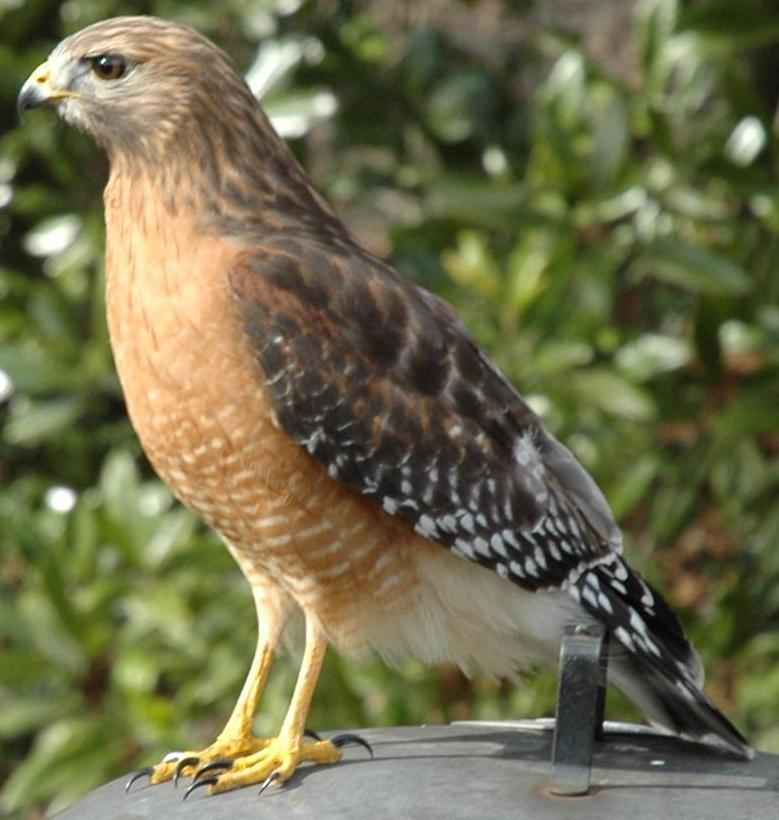
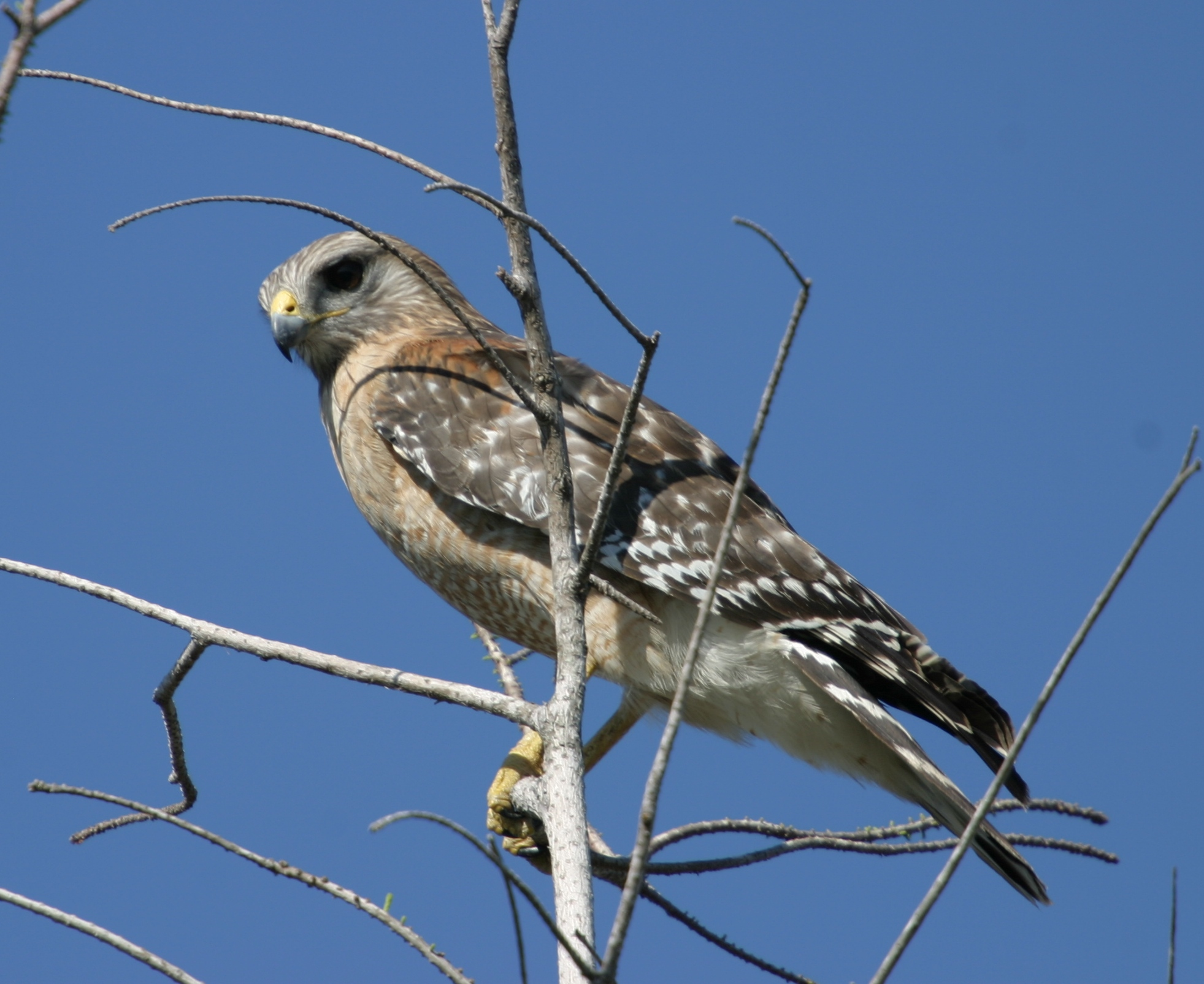
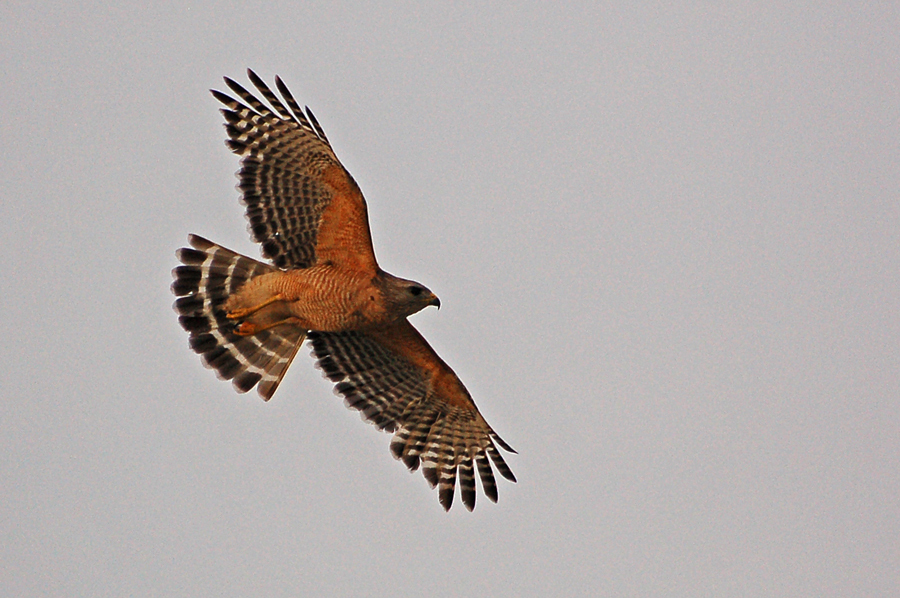
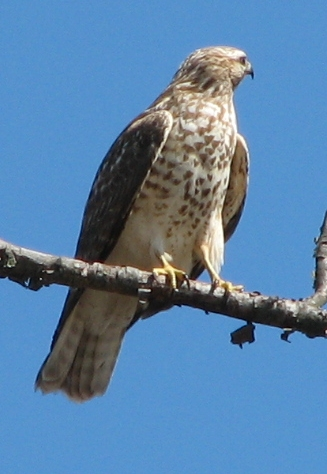